# Геоэкономика
Геоэкономика (англ. geoeconomics) — это научная дисциплина, изучающая экономическую ситуацию в той или иной стране, опираясь на различные показатели — её географическое положение, историческое развитие, культуру, чтобы определить её уровень экономического развития и место в мировой политике, берущая во внимание только уровень экономического влияния. Она тесно связана с другими социальными и общественными науками, поэтому также соприкасается с геополитикой, изучением глобализации.
Как политическая стратегия, геоэкономика — новая геополитика (геополитическая экономика), которая разрабатывает стратегию повышения влияния государства с позиций его экономической мощи и обеспечивает достижение внешнеполитических целей, мирового или регионального могущества экономическим путём.

## Возникновение геоэкономики
Первые попытки связать различные экономические процессы и явления с пространственными факторами можно наблюдать в трудах различных учёных, начиная с XVIII века. Впервые основы геоэкономической концепции можно найти у Фрица Рерига, немецкого историка, который предположил, что экономические факторы являются главными в геополитической расстановке государств. Он утверждает, что господство завоёвывают именно те страны, в которых сконцентрировано наибольшее число производственных ресурсов, информации. Итальянские же учёные Жан Карло и Паоло Савона полагали, что экономика и политика всегда были тесно взаимосвязаны. Государство, проводя определённую политику, неизбежно учитывало экономические возможности и интересы, более того, без экономических ресурсов оно не могло осуществлять ни внешнюю, ни внутреннюю политику вообще.
Также, основы геоэкономической теории можно найти и в «Национальной системе политической экономии» Фридриха Листа, написанной в начале XIX столетия. В этой книге содержатся утверждения о том, что экономическое благополучие государства, его влиятельность напрямую зависят от географических факторов и на первых ступенях развития именно эти факторы определяют степень его востребованности в мировом торговом пространстве, так как именно с земледелия, сельского хозяйства, начинается производственный путь любого государства.
Однако почти до конца прошлого столетия не существовало ни отдельно выделенной научной дисциплины, ни самого термина «геоэкономика». Данное понятие было введено в конце 80-х годов XX века Эдвардом Люттваком, политологом, консультантом Совета по национальной безопасности Государственного департамента США. Такое позднее появление геоэкономики как отдельной науки учёные связывают с различными факторами. Именно в конце XX века начался процесс глобализации, что привело к укреплению зависимости государств друг от друга. Кроме того, были преодолены географические границы между государствами из-за виртуализации информации, а впоследствии и капитала, что привело к появлению необходимости создания, по сути, новой географии, основанной на расположении центров скопления информации и капитала.
Сам Лютвак определял причины появление геоэкономики как направления научно-политической мысли, отдельного от политики, опираясь на следующие два обстоятельства:
1. Больший объём модальностей взаимной борьбы, доступных государствам по сравнению с прошлым, когда превалировала военно-силовая модальность;
2. Отсутствие полного покрытия государствами всего пространства борьбы. Если раньше, по Лютваку, государства образовывали само поле борьбы, которое сводилось к борьбе между географическими позициями её субъектов, то теперь полем борьбы стала экономика, значительная часть которой покрывается не государствами, а транснациональным капиталом, который может иметь в этой борьбе собственные, отдельные от государств цели и задачи[5].

Э. Г. Кочетов, русский учёный, выявил четыре основные причины появления геоэкономики как самостоятельной дисциплины. Это стирание границ между государствами, вследствие которого внутренняя и внешняя политика становятся всё более тесно связанными; всё большее влияние экономики на политический процесс как внутри государства, так и в его внешней деятельности; появление универсальных экономических правил, позволяющих сохранить мировое хозяйственное равновесие; приоритет экономического развития перед политическими, идеологическими и другими стратегическими целями проводимой государством политики.
Взаимосвязь геополитики с мировой экономикой обоснована и в мир-системной теории Иммануила Валлерстайна, в которой падение и взлёт мировых геополитических гегемоний соотносится с переструктуризацией мирового хозяйства, описанной в экономических циклах большой конъюнктуры Н. Д. Кондратьева.
Геоэкономический подход впервые начал разрабатываться в США после окончания Второй мировой войны и нашёл отражение в «доктрине сдерживания СССР». Новая геополитика сыграла важную роль в Холодной войне.

## Геоэкономика как политика
Геоэкономика — это политика перераспределения ресурсов и мирового дохода. Основные сверхдоходы (ренту граничной энергетики) получают наиболее развитые в экономическом плане страны.
Геоэкономику можно считать разновидностью мондиалистской геополитики. Однако, она рассматривает только экономический уровень развития государства, для неё сами понятия государственности, национальности, территориальных особенностей отходят на второстепенный уровень.
Геоэкономическая политика направлена на завоевание власти путём увеличения экономического могущества страны, все действия которой должны быть направлены на извлечение экономической выгоды из отношений с другими странами. Кроме того, в рамках этой политики характерно установление зависимости более экономически слабых государств от более сильных, чтобы обеспечить укрепление положения последних.
Данный вид политики неразрывно связан с таким понятием как геоэкономическое соперничество, которое состоит из двух компонентов. Так называемая прикладная геополитика предполагает совокупность двух видов протекционизма — «оборонительного» и «наступательного». В первом случае государство подавляет конкуренцию производителей на своём внутреннем рынке и способствует как можно более быстрому развитию различных отраслей. После такой подготовки, оно переходит к «наступательному» соперничеству, в ходе которого, наоборот, повышает конкуренцию и при этом выборочно поддерживает отдельных производителей. Второй вид протекционизма также называют «эффективным» и кроме всего прочего такая политика заключается в обеспечении государством развития его национальных отраслей.
Стратегии развития государства, предлагаемые геоэкономикой, отнюдь не всегда безопасны для него. Такая политика может идти вразрез с национальными и иными интересами страны.
Сам Люттвак утверждает, что на данном этапе мирового развития геоэкономическая политика отличается от геополитики в первую очередь тем, что если раньше государства в рамках геополитики создавали некоторые национальные территории, то сейчас они вынуждены действовать на «нейтральном» экономическом пространстве.
Одним из компонентов геоэкономической стратегии также является сохранение и развитие национального государства, с его особенностями в производстве и экономической деятельности, так как они обусловлены главным образом его изначальным географическим положением. Так как национальные особенности в сфере производства, в специализации государства обусловлены именно природными, естественными факторами, то в его интересах отдавать приоритет развитию именно тех сфер экономической деятельности (например, сельское хозяйство при благоприятной почве), которые являются естественными для него в силу национальных и природных особенностей, потому что оно будет эффективнее использовать свои ресурсы, наращивать производство и, соответственно, укреплять свои позиции в экономическом пространстве.
Немецкий экономист и политолог Ф. Лист утверждал, что одной из стратегий достижения мирового господства является быстрое развитие одной страны во всех сферах производства (сельское хозяйство, мануфактуры) и удержание ею такого всестороннего развития в других государствах, что будет способствовать формированию экономической зависимости данных государств от этой мировой державы.
В современных реалиях одной из целей геоэкономики как политики является завладение такими территориями, на которых концентрируются информационные и финансовые потоки, образуются так называемые «финансовые узлы». Обретение контроля именно над такими территориями позволяет государству действительно увеличивать свою геоэкономическую конкурентоспособность. Управление такими экономическими потоками способствует формированию экономических кластеров или сетей из различных субъектов, конкурентоспособных в своей совокупности и при этом конкурирующих между собой.
Другой группой эффективных способов ведения геоэкономической политики являются геоэкономические войны. Они, по своей сути, представляют собой слияние таких понятий как торговая и холодная война. В данной ситуации не происходит открытого военного конфликта, давление на конкурента осуществляется исключительно экономическим путём, причём такие действия осуществляются в рамках определённого и полноценного стратегического плана. Популярными приёмами такой войны являются разрушение торговых сообщений страны-противника со внешним миром, вовлечение её в долги, вывод из неё капитала.
Кроме замаскированного вмешательства в экономику конкурентов, одним из методов геоэкономической войны является усиление собственной конкурентоспособности государства. Причём оно заключается не только в наращивании его экономической мощи, но и в установлении им в общем экономическом пространстве особых правил, которым будут вынуждены подчиняться его ближайшие конкуренты. Опасность такой стратегии заключается в возможности разрушения всей международной экономической системы, поэтому наряду с прямыми методами соперничества используются и скрытые, косвенные.
В совокупности множества методов и способов ведения геоэкономической войны можно выделить следующие. Это наращивание доли национального капитала государства в инвестициях в другие страны, доли импорта его национального продукта в страны-конкуренты; втягивание развивающихся стран и стран периферии в долговые ямы, наращивание их внешнего долга; установление зависимости курса валюты конкурентов от валюты государства, ведущего геоэкономическую войну.

## Геоэкономика как наука

### Предмет науки
В предмет изучения геоэкономики входят процессы развития не только государственных и региональных образований, но и реальных международных структур — экономических, финансовых и интеграционных объединений, транснациональных корпораций еврорегионов, свободных экономических зон (особых экономических зон), а также геополитических субъектов (или блоков).
Геоэкономика изучает развитие государств в различных аспектах — культурном, историческом, территориальном. Целью данного изучения в выявлении причин формирования в той или иной стране той или иной экономической системы, а также в построении дальнейшей стратегии экономического развития государства с применением информации о его геополитических, географических и других особенностях.
Основой изучения государства для геоэкономики является территориальное положение государства и влияние среды на данной территории на его экономическую деятельность, характерные особенности различных экономических аспектов, таких как характер перераспределения ресурсов, тип разделения труда, традиции производства тех или иных благ.
Геоэкономика также изучает политические действия государства на геополитической арене, направленные, в первую очередь, на повышение его конкурентоспособности в условиях постоянного соперничества между странами.

### Проблематика
Одной из основных проблем в геоэкономике как науке является роль пространства в благополучии государства. Пространство, которое занимает та или иная страна, напрямую влияет на её экономическое благосостояние. Если на её территории плодородная почва, преобладают равнины, умеренный климат, то такая территория способствует экономическому развитию данного государства. Если же страна недостаточно крупная или не располагает нужными природными благами, то для достижения экономического благополучия она должна или прибегнуть к завоеваниям, или вступить в экономический союз с рядом других стран.
Один из основоположников геоэкономических идей, Фридрих Лист, писал о развитии национальных особенностей государства. Таким образом, укрепление национального государства, исследование влияния такой стратегии на положение страны в мире, также является составляющей круга проблем геоэкономики.
В круг проблематики геоэкономики входят также аспекты развития колониальных и неоколониальных систем, находящихся под контролем государств-метрополий (метрополитическая экономия), а также формирований и развития крупных городских формирований — агломераций, конурбаций, мегаполисов (мегаполитическая экономия).

### Методология и исследования
Геоэкономика в своих методах исследований опирается на ряд принципов. В изучении любого государства она должна рассматривать его не изолированно, но как часть целого, анализировать его как субъект геополитической и геоэкономической деятельности, так как только оценивая положение страны в общей системе государств, можно понять её реальный уровень экономического развития. Кроме того, Геоэкономика должна учитывать тот факт, что объекты её изучения и одновременно субъекты экономической деятельности подвержены постоянным изменениям, они не статичны. Любое государство претерпевает постоянные постепенные изменения, переживает подъёмы и кризисы в рамках своего исторического развития. Поэтому геоэкономика как наука в своих инструментах должна постоянно подстраиваться под меняющиеся объекты своего изучения.
Геоэкономические исследования носят как позитивный, теоретический, так и нормативный, прагматический характер, что выражается в формулировке предложений по проведению реальных мероприятий, направленных на корректировку внешней и внутренней экономической политики, долгосрочной стратегии с целью улучшения геоэкономического позиционирования определённого государства или наднационального блока, в частности повышения их конкурентоспособности.
В геоэкономических исследованиях используются и другие подходы к выделению наднациональных (во многом гипотетических) блоков. В частности, среди наиболее традиционных подходов выделяется деление мира на богатый Север и бедный Юг; христианский Запад и нехристианский Восток; американское (НАФТА и Южная Америка), европейское (Европейский Союз) и тихоокеанское (Китай, Япония, Южная Корея, Тайвань) геоэкономические пространства.
Кроме вышеприведённых способов сегментации мира, существует ещё ряд геоэкономических систем. В своей теории геоэкономика выделяет некие наднациональные образования, опираясь на концентрацию в них ограниченных в своих правилах, имеющих характерные особенности производственных и обменных отношений, правового регулирования экономики, поведения субъектов экономической деятельности.
По одной из таких классификаций геоэкономика выделяет европейский и американский экономические центры и страны АТР. Кроме того, есть более детальные классификации мирового экономического пространства, например, на основе территориального положения или характера экономических отношений между субъектами.

## Геоэкономическая стратегия в политической деятельности государства
В современном экономическом пространстве существует ряд тенденций его развития, которые предполагают необходимость кардинальной перестройки геоэкономических стратегий, производственно-обменных технологий всех государств, в том числе и тех, которые являются центрами мировой экономики. К таким тенденциям относится виртуализация капитала (появление криптовалют, уход от наличного расчёта и др.), изменение роли государства как субъекта экономической деятельности, всё возрастающая публичность политической элиты и её всё более открытое взаимодействие с народом. В таких условиях развивающиеся страны должны не только разрабатывать геоэкономические стратегии, но и, в первую очередь, заниматься модернизацией всех сфер производства, потому что без передовых технологий в современных реалиях невозможно достичь экономического господства.
Геоэкономика использует ряд различных методов в проведении экономической политики с целью повышения конкурентоспособности государства. Во-первых, это традиционные методы, к которым относятся, например, институциональные — изменение налоговой системы, внедрение инновационных технологий, развитие инфраструктуры, социальная поддержка населения, увеличивающая его благосостояние.
В круг мероприятий, рекомендуемых в рамках геоэкономики, входят как оборонительные (протекционистские, меркантилистские), так и наступательные действия, связанные, в частности, с экономическими (торговыми, технологическими, валютными войнами, экономической разведкой (в том числе промышленным шпионажем) и контрразведкой и т. п.).
От успешности выбранной государством геоэкономической политики в современных реалиях зависит его дальнейшее существование, поэтому геоэкономическая стратегия его развития должна быть подвержена постоянной корректировке в зависимости от мировой экономической ситуации.